# 纳米技术的监管
由于纳米技术所带来的影响仍存在争议，围绕纳米技术及其相关产品是否需要特别的政府监管，产生广泛的讨论。这主要涉及在新物质进入市场、社区和环境之前，是否应进行评估。
纳米技术已经应用于越来越多的商业产品中——从袜子、裤子到网球拍、清洁布等。这些纳米技术及其相关产业引发对加强公众参与和建立有效监管机制的呼声。然而，这些呼声目前尚未促成对纳米技术研究和商业应用的全面监管，也尚未出台对含有纳米颗粒或采用纳米工艺制造的产品的全面标签制度。
美国环境保护局、美国食品药品监督管理局和欧洲联盟委员会下属的健康和消费者保护部等监管机构，已经开始处理纳米颗粒可能带来的风险。但到目前为止，无论是人工制造的纳米颗粒，还是含有这些颗粒的产品与材料，在生产、处理或标签方面都尚未受到任何特别的监管。

## 纳米社会主义
认为纳米技术的研究、开发和应用应由公共部门加以管控，或主张通过参与式政治来引导国家干预，以管理一个向分子纳米技术主导的社会过渡的观点，有时被称为“纳米社会主义”（Nanosocialism）。这个术语由南加州大学教授戴维·M·贝鲁布提出，他认为，对于纳米技术的前景预测，应结合技术现实主义，以审视其在技术资本主义社会中的影响；但与此同时，纳米技术的应用也带来实现经济充裕和社会进步的巨大潜力。